# فنسنت لوك
فنسنت لوك (بالإنجليزية: Vicente Luque؛ مواليد 27 نوفمبر 1991) هو مقاتل فنون قتالية مختلطة أمريكي وبرازيلي. يُنافس حاليا في فئة وزن الوسط في يو إف سي.

## سجل فنون القتال المختلطة
| السجل المهني |        |         |
| 31 نزال      | 21 فوز | 9 خسارة |
| ضربة قاضية   | 11     | 1       |
| إخضاع        | 8      | 2       |
| قرار القضاة  | 2      | 6       |
| تعادل        | 1      | 1       |

## وصلات خارجية
- فنسنت لوك على موقع يو إف سي (الإنجليزية)
- فنسنت لوك على موقع شيردوغ (الإنجليزية)
- فنسنت لوك على موقع Tapology.com (الإنجليزية)
- فنسنت لوك على موقع فايت ماتريكس (الإنجليزية)
- فنسنت لوك على موقع IMDb (الإنجليزية)
- فنسنت لوك على موقع قاعدة بيانات الفيلم (الإنجليزية)